# (8427) 1997 TH17
1997 تي إتش 17 (ويعرف أيضًا باسم (8427) 1997 تي إتش 17 وفق تسمية الكوكب الصغير) (بالإنجليزية: 1997 TH17)‏ هو كويكب ضمن حزام الكويكبات؛ وترتيبه 8427 من حيث الاكتشاف.
اكتُشف هذا الجُرم الفلكي بواسطة Yoshisada Shimizu ‏ في 6 أكتوبر 1997.

## وصلات خارجية
- (8427) 1997 TH17 في قاعدة بيانات مختبر الدفع النفاث لأجرام النظام الشمسي الصغيرة

- الاكتشاف · مخطط المدار ·  العناصر المدارية · المعلمات المادية

- (8427) 1997 TH17 على موقع ويكي سكاي: DSS2, SDSS, GALEX, IRAS, Hydrogen α, X-Ray, Astrophoto, Sky Map, Articles and images